# ماری پائول بله
ماری پائول بله (انگلیسی: Marie-Paule Blé؛ متولد ۶ ژوئیه ۱۹۹۸) یک تکواندوکار فرانسوی است.
وی در مسابقات قهرمانی تکواندو جهان ۲۰۱۹، پس از شکست در مقابل لی دا-بن، در مرحله نیمه نهایی، مدال برنز را در کلاس میان‌وزن بدست آورد.